# Kandri
Kandri là một thị trấn thống kê (census town) của quận Nagpur thuộc bang Maharashtra, Ấn Độ.

## Địa lý
Kandri có vị trí 19°59′B 80°26′Đ / 19,98°B 80,43°Đ Nó có độ cao trung bình là 311 mét (1020 feet).

## Nhân khẩu
Theo điều tra dân số năm 2001 của Ấn Độ, Kandri có dân số 8125 người. Phái nam chiếm 52% tổng số dân và phái nữ chiếm 48%. Kandri có tỷ lệ 72% biết đọc biết viết, cao hơn tỷ lệ trung bình toàn quốc là 59,5%: tỷ lệ cho phái nam là 78%, và tỷ lệ cho phái nữ là 66%. Tại Kandri, 12% dân số nhỏ hơn 6 tuổi.